# Estrella Rao (cómic)
Rao es una estrella ficticia del universo de DC Comics. Es una gigante roja que orbitaba el planeta Krypton. El título también se refiere a un supervillano del mismo nombre y la misma etimología kryptoniana. También es el antepasado de Superman en todas las continuidades.
"Rao" también se escribe más tarde en la mitología de Superman como el nombre de una deidad keratina, la personificación de su sol, adorado como un dios de la luz y la vida. Como tal, el nombre a veces se invocar en los cómics como una exclamación kryptoniana. Por ejemplo, "Por Rao, ese curry está picante" o "Gracias a Rao, estás bien".

## Historia
En los primeros años de los cómics de Superman, el sol de Krypton no tenía nombre y no se le dio ningún efecto sobre los poderes de Superman, que se atribuyeron primero a una mayor evolución y luego a una combinación de poderes innatos y la menor gravedad de la Tierra. A partir de 1960, el hecho de que el sol de la Tierra fuera amarillo mientras que el de Krypton era rojo se convirtió en la explicación de los poderes de Superman, con nuestra luz solar alimentándolos como la carga de una batería. En la continuidad estándar de la Edad de Plata existente hasta Crisis on Infinite Earths, la radiación del sol rojo de Rao suprimió activamente las habilidades sobrehumanas de los Kryptonianos, ya que sus poderes solo funcionaban con la radiación de un sol amarillo. La versión Post-Crisis creada por John Byrne declaró que los kryptonianos absorbían energía solar, con la tenue salida de Rao siendo suficiente para sostenerlos, y un sol amarillo produciendo suficiente energía para "sobrecargar" un metabolismo kryptoniano a niveles de poder que no se ven en sus entorno nativo, aunque a Clark Kent le toma años acumular suficiente energía para alcanzar el nivel de poder que muestra como Superman. La novela gráfica de 2004 Superman: Birthright corrobora esto, aunque en los últimos años, otros escritores han descrito la radiación del sol rojo igualando la de Rao como una vez más apagando activamente los poderes kryptonianos, mientras un individuo esté expuesto a ella.
Las referencias a Rao comenzaron a infiltrarse en el discurso de Superman en la década de 1970 bajo la dirección editorial y política de Julius Schwartz, con Superman exclamando ocasionalmente "¡Gran Rao!". En lugar de su estándar "¡Gran Krypton!". 
En Súper amigos # 47 (agosto de 1981), Superman revela que "Rao" es también el nombre kryptoniano de Dios. Esto se confirmó posteriormente en la continuidad de DC "mainstream" de la época en la miniserie de 1982 Zona Fantasma.

### Sandman: Endless Nights
En la novela gráfica de Sandman Endless Nights, hay una historia con Rao como la personificación del sol kryptoniano. La historia insinúa que la raza kryptoniana y la supervivencia de Kal-El no fue una coincidencia, sino una creación de Rao.
En esa historia, Despair of the Endless habla con Rao hace unos mil millones de años:

Piensa en ello, Rao. ¿Llevar vida a un planeta que es inherentemente inestable no aumentaría la belleza de la vida? Si en algún momento pudiera explotar... En verdad, solo sería perfectamente hermoso, una obra de arte perfecta, si una sola forma de vida escapase. Recordar, llorar, desesperar.

### El último dios de Krypton
En Superman: El último dios de Krypton, un libro de bolsillo comercial de Walter Simonson, Greg Hildebrandt y Tim Hildebrandt, cuando Krypton era un planeta primitivo, Rao libró una guerra contra Cythonna, la diosa del hielo. Esto se denominó más tarde "Las guerras de fuego y hielo". Cythonna perdió y fue encarcelada por Rao en otra dimensión. Ella logró escapar y comenzó a buscar a Kal-El, el último Kryptoniano y descendiente directo del propio Rao. Intentó matar a Kal-El y vengarse de Rao, que había abandonado a Krypton milenios antes de que explotara.
Superman y Cythonna sostuvieron una batalla final bajo el sol, lo que resultó en la victoria de Superman debido al aumento de poder que recibió al luchar tan cerca de su propia fuente de energía, encarcelando a Cythonna en el núcleo del sol, debido a su gravedad.

### Crónicas Krypton
Se describe en detalle en Crónicas Krypton de E. Nelson Bridwell que más tarde en la historia del kryptoniano, Rao pasó de ser el sol a una, mucho más cósmica monoteísta concepto, que es 'el que encendió el sol'.

### Crisis infinita
En Crisis infinita # 7, Superman y Kal-L llevan a Superboy Prime a través de Rao para eliminar sus poderes, lo que permite su derrota. En el mismo número, el sol de Krypton se llama Eldirao (El es la palabra kryptoniana para "Estrella"). El escritor de cómics de DC, Kurt Busiek, quien acuñó el nombre, describió este concepto: "Mira, siempre interpreté "EL" como "Estrella". Kal-El significa "Hijo de las Estrellas", pero podría ser más directamente "Niño de la Estrella" por Mi cálculo. Y eso haría de Eldirao "Estrella de Rao" o algo similar".

### Superman: New Krypton
Se revela en el evento de cómics de DC New Krypton que, según la mitología kryptoniana, Rao es el primer ser que nace del vacío antes del universo. Sintiéndose solo, buscó poner orden en el caos del que nació, y así creó el universo. Después de innumerables eones de ordenar el cosmos, Rao creó Krypton, un planeta destinado a ser una joya en su creación. Rao luego creó a todos los demás dioses kryptonianos a partir de su propia esencia, y estos "dioses" lo llamaron "Padre Rao". Rao, en el tiempo justo antes y después de la destrucción de Krypton, es considerado por la gente de Krypton como el Dios en las religiones abrahámicas está en la Tierra. Él es omnisciente, omnipotente y eterno. Es servido por sus dioses menores, que podrían entenderse mejor como sus ángeles. Cada dios menor es adorado por un gremio o casta en Krypton, mientras que todas las personas adoraban a Rao. 
La gente de Krypton llama a sus poderes bajo un sol amarillo el poder de Rao. Se dice que el sumo sacerdote de Krypton es la Voz de Rao y solo habla para expresar el juicio de Rao. Rao trabaja a través de avatares. El Nightwing y el Flamebird son dos criaturas mitológicas dragón / fénix que sirven a Rao; el Nightwing de la sombra y el Flamebird del Fuego. Cada generación, Nightwing y Flamebird renacen en dos personas que han sido bendecidas con un gran amor el uno por el otro que está condenado a terminar trágicamente en la muerte. Según los cómics, justo antes de la destrucción de Krypton, Nightwing y Flamebird de esa generación intentaron evitarse el uno al otro, creyéndose locos por sentir la influencia de los mitos. 
En la historia de New Krypton, el prisionero de la Zona Fantasma, Jax-Ur, es poseído por un dios menor de Krypton obsesionado con acabar con el mundo y crear uno nuevo. Jax-Ur forma parte de Nightwing y Flamebird para hacer un cuerpo falso del dios Rao que usa para absorber más energía para acabar con el mundo y crear uno nuevo. Como los militares de todo el mundo solo ayudan a hacer que el dios falso sea más poderoso, Nightwing, Flamebird y la JSA intentan detener a Rao pero hacen poco hasta que Wonder Woman, armada con un hacha bendecida por sus dioses griegos, puede lastimar a Rao. Al final, Nightwing abre un portal a la Zona Fantasma, enviando a Jax-Ur y su Rao falso a la Zona Fantasma. 
Los restos del cuerpo falso son utilizados por Lex Luthor con una máquina del tiempo y un misil balístico para hacer que el sol de la Tierra se vuelva rojo durante la historia de la "Guerra de los Supermen" para destruir a la mayoría de los kryptonianos. 

### The New 52
En septiembre de 2011, The New 52 reinició la continuidad de DC. En esta nueva línea de tiempo, Action Comics # 14 identifica a Rao como LHS 2520, una estrella enana roja de la vida real a 27,1 años luz de la Tierra, ubicada en ascensión recta 12 horas, 10 minutos, 5,6 segundos y declinación de-15 grados, 4 minutos, 15,66 segundos. Esta idea fue propuesta por el astrofísico Neil deGrasse Tyson, quien hace una aparición especial en el número.
Se reveló que Rao (la deidad kryptoniana) era un individuo kryptoniano real que sirvió como el principal antagonista en la serie de cómics de la Liga de la Justicia de América de 2016 (parte de la continuidad de Tierra Prime) creada por el escritor y artista Bryan Hitch. En esta serie se reveló que era un dios falso parásito que sostuvo su inmortalidad absorbiendo partes de la vida útil de sus seguidores, y en esta serie intentó usar las células de Superman para transformar la fisiología de los humanos en la Tierra para que se volvieran puros kryptonianos de sangre, dándole a Rao aún más poder divino además de su inmortalidad. Rao es asesinado más tarde por Superman sobre la Tierra.

## Apariciones en otros medios

### Películas
En 1978 Superman: The Movie, Rao aparece como una vieja estrella gigante roja que está a punto de engullir al planeta. Esto sigue los orígenes de Superman de cerca a los cómics en los que Rao no es la única causa de la destrucción de Krypton, sino su propio núcleo. Sin embargo, la destrucción final es causada en última instancia por la explosión de Rao, que a su vez destruye por completo a Krypton.
En la película de 2006 Superman Returns, Rao, una estrella supergigante roja en lugar de una gigante roja se convierte en una supernova de tipo II, destruyendo Krypton por completo.
En la película de 2013 El hombre de acero, Rao es representada como una moribunda estrella gigante roja de 13 mil millones de años que ya está entrando en la fase de nebulosa planetaria.

### Televisión

#### Smallville(2001-2011)
Se hace referencia a Rao en el episodio seis de la temporada 9 de la serie Smallville, "Crossfire". RAO Corporation o RAO es una empresa de energía solar dirigida por Mayor Zod como fachada para aprovechar los poderes del sol amarillo para los ciudadanos indefensos de Kandor. Él planeó que LuthorCorp la comprara para poder financiar un proyecto que Zod había planeado: una torre solar autosuficiente que no necesita fuentes de energía externas. Los soldados kandorianos se hicieron pasar por trabajadores de la construcción y científicos para construir esta torre con la ayuda de LuthorCorp y el equipo de construcción de Metrópolis. Faora y Alia estaban entre ellos. Después Clark Kent se recuperó de los efectos de la kryptonita de piedras preciosas, usó el poder concentrado de su visión de calor para derribar la torre. Sin embargo, entre los restos, se encontró intacta una consola de cristal de estilo kryptoniano. Tess Mercer logró encontrarlo en las ruinas y lo llevó al nido de cuervo al que Clark va a observar la ciudad en Metrópolis.
El "Libro de Rao" se menciona por primera vez en el próximo episodio "Kandor". Mientras está cautivo de Tess Mercer, Jor-El afirma: "Nuestro libro sagrado de Rao enseña que donde hay luz, hay oscuridad". Más temprano, Jor-El es visto por Chloe Sullivan, a través de cámaras instaladas en secreto en la granja de Kent, escondiendo un artefacto kryptoniano. En episodios posteriores, se revela que este artefacto es el Libro de Rao.
En el episodio 17 de la temporada 9, "Upgrade", Zod (de Kandor) le cuenta a Clark sobre "el dios del sol rojo Rao", en la Fortaleza de la Soledad. Explica que en Krypton "la religión es ciencia" y que Jor-El dejó su Biblia, el Libro de Rao, en la Tierra. Zod proclama que busca el conocimiento en ese libro, ya que ha ganado los poderes kryptonianos bajo el sol amarillo de la propia sangre de Clark.
En el episodio final de esa temporada, "Salvación", se revela que el Libro de Rao es de hecho una clave que transportará a todos los kryptonianos de la Tierra a un "plano superior de existencia", implicado como una forma del Cielo, pero no explicado completamente. Clark usa la llave y transporta a todos los soldados de Zod lejos de la Tierra, pero Zod evita esto con el uso de una daga de Kryptonita Azul. En una batalla final, Clark le quita la daga después de ser apuñalado en el pecho, Zod vuelve a ser kryptoniano y es llevado con el resto de sus soldados a New Krypton. Luego, los kandorianos desterran a Zod a la Zona Fantasma, donde se reúne con su yo original como un Fantasma.

#### Supergirl(2015-2021)
En Supergirl, los personajes kryptonianos como Kara y Non a veces dicen "Alabado sea Rao" o "Gracias Rao" cuando reaccionan ante situaciones extremas. En el episodio 4 de la tercera temporada, "The Faithful", Supergirl se encuentra con Thomas Coville, un hombre que estaba en el avión que salvó en el piloto de la serie y posteriormente fundó un culto que adora tanto a Rao como a Supergirl.

#### Krypton(2018)
En Krypton, Rao se representa como una estrella enana roja con Krypton bloqueado por mareas en el pasado distante, lo que hace que los kryptonianos se retiren a nueve ciudades con cúpulas protectoras como Kryptonopolis y Kandor. Una poderosa teocracia lidera el gobierno con el líder real que se hace llamar la Voz de Rao (interpretado por Blake Ritson), pero se revela que está controlado por Brainiac.

### Videojuegos

#### Injustice: Dioses entre nosotros
En el modo historia de Injustice: Dioses entre nosotros, el Alto Consejero Superman (que se ha convertido en un dictador en esta línea de tiempo alternativa) envía un mensaje televisado al mundo, anunciando la captura de Batman (en realidad, Batman de la línea de tiempo normal y no la alternativa líder insurgente del reality), anunciando que Batman pronto será ejecutado, terminando con "que Rao se apiade de su alma". Al final de la historia, el Superman alternativo se coloca en una cámara que irradia luz solar roja, anulando sus poderes.

#### Injustice 2
En Injustice 2, Supergirl ocasionalmente menciona a la deidad kryptoniana cuando se enfrenta a ciertos personajes como Darkseid o Enchantress diciendo "Mi Dios Rao me protegerá" con Darkseid respondiendo "No hay Rao. Solo Darkseid" mientras que la Enchantress responde diciendo "Como él protegió a su madre? ". Además, el sol de Krypton se ve en el fondo de Krypton en la apertura del modo historia, aunque no aparece rojo desde la superficie del planeta. Además, la prisión del sol rojo donde está encarcelado Superman aparece como un escenario. Durante la historia principal, la prisión del sol rojo es atacada por Supergirl y el régimen. Firestorm y Blue Beetle los mantienen a raya el tiempo suficiente para que Batman llegue, aunque decide liberar a Superman debido a la amenaza que representa Brainiac, quien luego se revela que vino a la Tierra para poder capturar a Superman antes de enterarse de la supervivencia de Kara Zor-El y En cambio, se centra en capturarla, lo que obliga a Batman y Superman a trabajar juntos para detener a Brainiac. Habiendo estudiado ya los efectos de la radiación solar roja en las células kryptonianas, Brainiac desea estudiar los efectos de la radiación solar amarilla en las células kryptonianas diseccionando a Supergirl, aunque es derrotado justo cuando uno de sus Betas está a punto de comenzar el procedimiento. En el final del modo historia de Superman, Supergirl es encarcelada en la antigua celda de Superman en la prisión del sol rojo debido a que se puso del lado de Batman contra el régimen, aunque Superman se fusionó con la nave de Brainiac y trata de persuadirla para que se ponga del lado de él mostrándole a Batman quién es Kara. horrorizado al saber que Superman ha puesto bajo su control utilizando la tecnología de Brainiac, aunque no se muestra el destino final de Kara. En el final del modo historia de Batman, Batman y Supergirl eligen encarcelar a Superman en la Zona Fantasma en lugar de devolverlo a la prisión del sol rojo.